# نوکیا ۶۳۱۵آی
نوکیا ۶۳۱۵ آی یک‌نمونه از گوشی‌های تلفن همراه سری ۶۰۰۰ شرکت نوکیا می‌باشد که توسط همین شرکت به بازار عرضه شده‌است.